# Лунана: Як у класній кімнаті
"Лунана́" — бутанський художній фільм 2019 року режисера Паво Чойнінг Дорджі. Номінований на премію "Оскар " 2022 як «найкращий фільм іноземною мовою».

## Сюжет
Головний герой картини — співак-початківець, який живе в Тхімпху і мріє поїхати в Австралію. Перед переїздом він має відпрацювати рік у сільській школі.

## В ролях
- Цхерінг Дорджі

## Прем'єра та сприйняття
Світова прем'єра фільму відбулася на Лондонському кінофестивалі. «Лунана» була висунута від Бутану на 93-ю церемонію вручення премії «Оскар» як «кращий фільм іноземною мовою», але пізніше була дискваліфікована. На наступний рік вона була висунута знову, увійшла до шорт-листу у грудні 2021 року і стала одним із п'яти номінантів у лютому 2022 року.
На 26-му кінофестивалі делла Лессинія в Італії він був удостоєний премії Лесінія д'Оро як найкращий фільм фестивалю. На міжнародному кінофестивалі в Сен-Жан-де-Люз картина отримала приз публіки, а Шераб Дорджі був удостоєний нагороди за найкращу чоловічу роль.